# Théodore de Jolimont
Théodore de Jolimont, né François-Gabriel-Théodore Basset de Jolimont le 8 février 1787 à Martainville-Épreville, et mort le 27 octobre 1854 à Dijon, est un peintre, graveur, lithographe et historien de l'art français.

## Biographie
En 1843, il participe à la restauration du Livre des Fontaines de Jacques Le Lieur, manuscrit du XVIe siècle décrivant les approvisionnements en eau de la ville de Rouen. Il détache notamment la Grande vue de Rouen (1525) qu'il entoile. 

## Œuvre

### Gravures et illustrations
- L’Allier pittoresque, Moulins, 1852.
- Les mausolées français : recueil des tombeaux les plus remarquables par leur structure, leurs épitaphes ou les cendres qu'ils contiennent, érigés dans les nouveaux cimetières de Paris, Firmin-Didot, Paris, 1821 [lire sur Wikisource].
- De la nouvelle salle de l'Opéra, Paris, 1821.
- Monumens les plus remarquables de la ville de Rouen : Recueillis, lithographiés et décrits, Paris, Leblanc, 1822.
- Vues pittoresques de la cathédrale d'Amiens et détails remarquables de ce monument dessinés… et publiés par Chapuy, … avec un texte historique et descriptif, Leblanc, 1824, p. 17.
- Vues pittoresques de la cathédrale d'Orléans et détails remarquables de ce monument dessinés par Chapuy, … avec un texte historique et descriptif, Engelmann, 1825, p. 16.
- Description historique et critique et vues des monuments religieux et civils les plus remarquables du département du Calvados bâtis dans les siècles du moyen âge et ceux de la Renaissance, jusqu'au règne de Louis XIV exclusivement, Firmin Didot, 1825, p. 71.
- Vues pittoresques de la cathédrale de Reims et détails remarquables de ce monument dessinés par Chapuy, … avec un texte historique et descriptif, [et une Description des cérémonies du sacre du roi Charles X], Engelmann, 1826.
- Description historique et critique et vues pittoresques… des monumens les plus remarquables de la ville de Dijon, A. Barbier, 1830.
- Recueil d'objets d'art et de curiosités dessinés d'après nature par Théodore de Jolimont et Jules Gagniet, gravés par Caroline Naudet, 1837[1],[2].
- Polyanthea archéologique, ou Curiosités, raretés, bizarreries et singularités de l'histoire religieuse, civile, industrielle, artistique et littéraire, dans l'antiquité, le moyen âge et les temps modernes…, impr. de P.-A. Desrosiers (et Place), 1843.
- Les Animaux parlants, 1947[3].

### Œuvres dans les collections publiques
- Dijon :
  - Musée des beaux-arts de Dijon
  - Musée de la vie bourguignonne Perrin de Puycousin

- Lyon : 
  - Archives municipales de Lyon
  - Musées Gadagne

- Bibliothèque nationale de France, Paris

### Galerie

Œuvres de Théodore de Jolimont
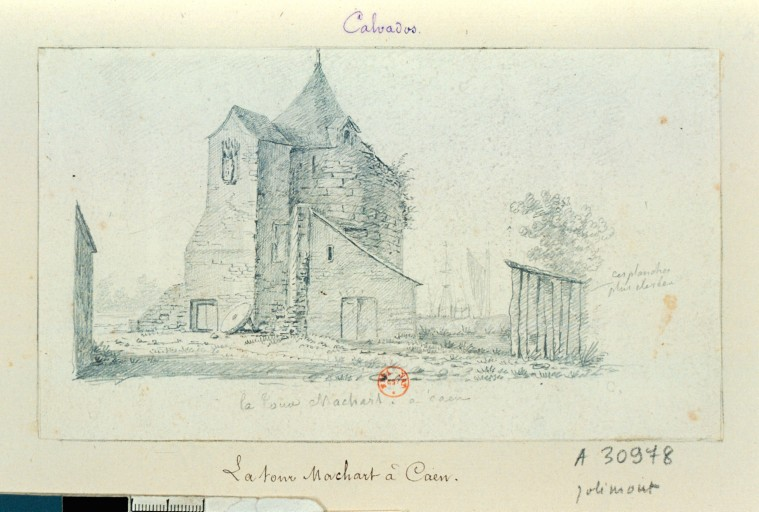
Tour Machart, Caen, dessin, Paris, Bibliothèque nationale de France.
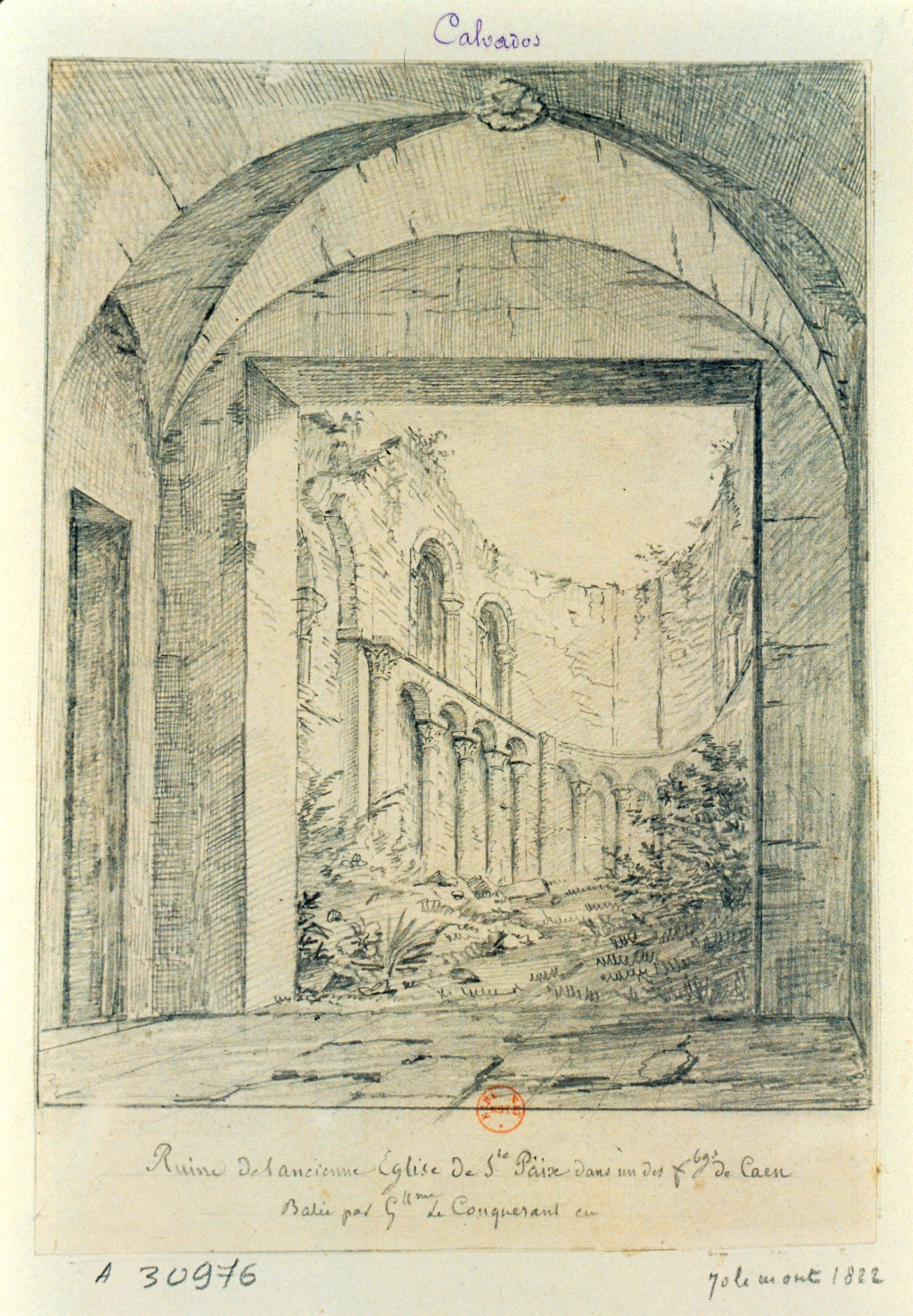
La Chapelle Sainte-Paix en 1822, dessin, Paris, Bibliothèque nationale de France.
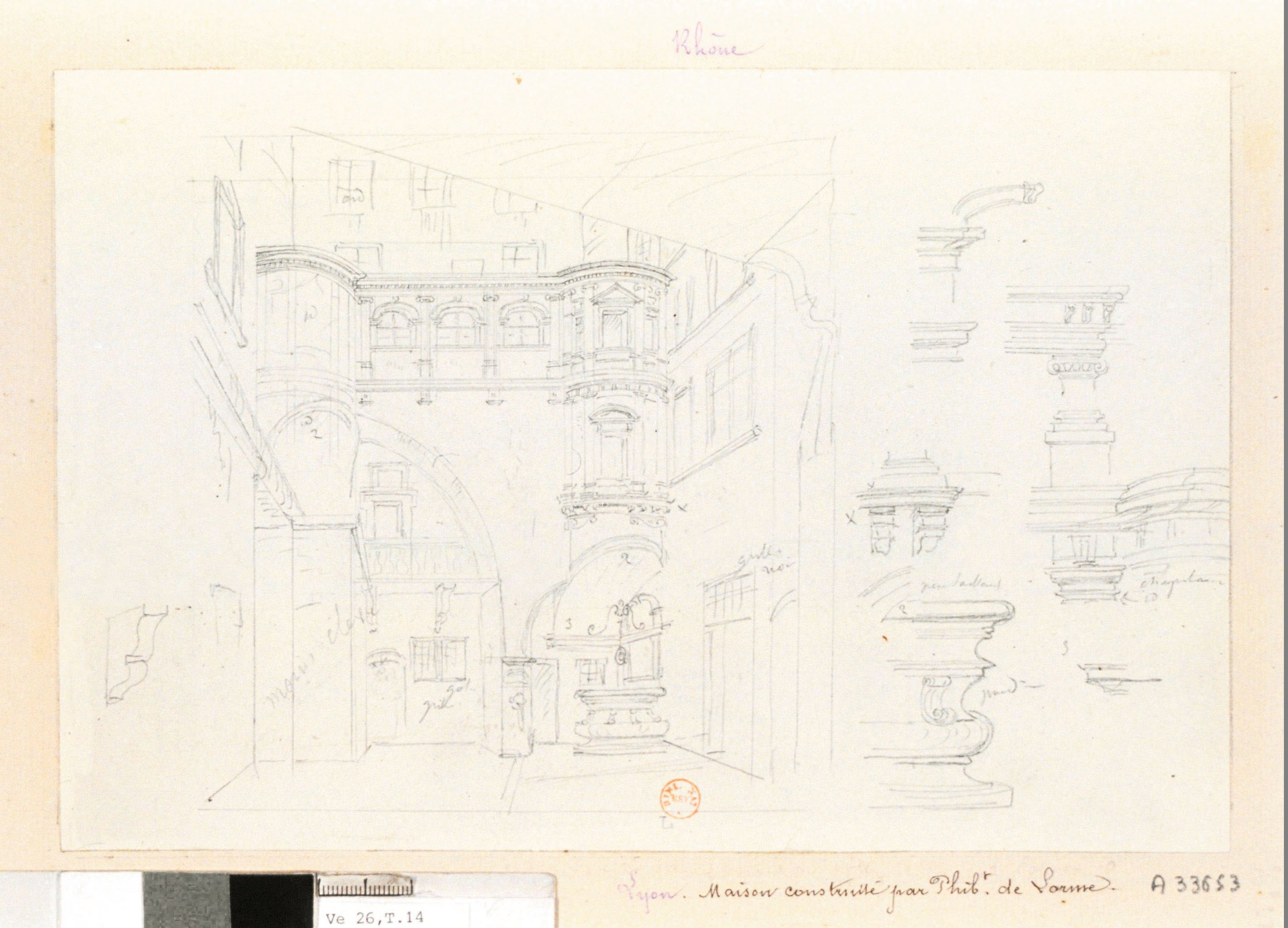
Lyon. Maison construite par Philibert Delorme. Cour et détails de l'Hôtel Bullioud, dessin, Paris, Bibliothèque nationale de France.